# Benito Rigoni
Benito Rigoni (Asiago, 11 aprile 1936 – Dueville, 23 dicembre 2021) è stato un bobbista italiano.

## Biografia
Ai IX Giochi olimpici invernali (edizione disputatasi nel 1964 a Innsbruck,  Austria) vinse la medaglia di bronzo nel Bob a quattro con i connazionali Sergio Siorpaes, Eugenio Monti e Gildo Siorpaes partecipando per la seconda nazionale italiana, dietro quella canadese e l'austriaca.
Il tempo totalizzato fu di 4:15,60  con un distacco minimo rispetto alle altre squadre classificate: 4:14,46 e 4:15,48 i loro tempi.